# Ennspongau
Koordinaten: 47° 23′ N, 13° 28′ O
Ennspongau ist ein Terminus aus der Raumplanung und benennt den östlichen Teil des Pongaus am Oberlauf der Enns im Osten des Landes Salzburg. Er ist der oberste Abschnitt des Ennstals und umfasst die Gemeinden um die Zentralregion Radstadt-Altenmarkt. Wie auch der südlichere Lungau entwässert der Ennspongau nicht zur Salzach, dem Hauptfluss Salzburgs.

## Lage, Landschaft und Orte
Der Ennspongau erstreckt sich von der Wagrainer Höhe etwa 20 km ostwärts bis zur Landesgrenze zur Steiermark am Mandlingpass, wo die Enns in die Obersteiermark weiterfließt (Steirisches Ennstal). Zentralraum ist das Altenmarkt-Radstädter Becken, eine weite Talung der Enns. Der Süden des Ennspongaus mit Flachauer Tal (Ennsquelltal), Zauchental (Zauchbachtal), Taurachtal und Forstau sowie deren Nebentälern gehört zu den Radstädter Tauern (Niedere Tauern), der Norden mit Hochgründeck und Rossbrand zu den Fritztaler Bergen (Salzburger Schieferalpen).
Mit dem Rest des Pongaus (dem politischen Bezirk St. Johann), der dann entsprechend Salzachpongau genannt wird, ist der Ennspongau – neben der verkehrstechnisch eher unbedeutenden Wagrainer Höhe – nur durch das Fritztal Richtung Bischofshofen verbunden (das Fritztal wird oft auch zum Ennspongau gerechnet); Verbindung mit dem Lungau besteht über den Radstädter Tauernpass. Dieser Linie folgt auch der Hauptverkehrzug des Ennspongaus mit der Tauernautobahn (A 10) (die den Alpenhauptkamm mit den Tauerntunnel unterfährt), der Ennstal Straße (B 320) Richtung Obersteiermark und der Ennstalbahn Bischofshofen–Selzthal.

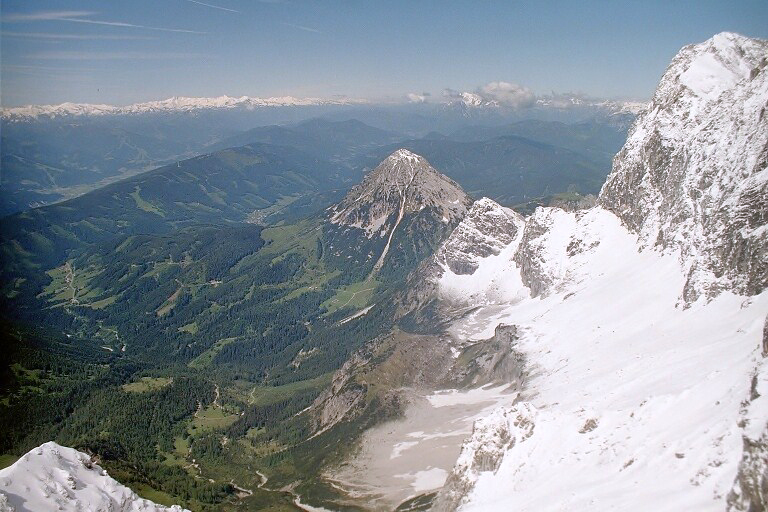
Blick vom Dachstein (Hunerkogel) gegen Südwesten über den Ennspongau: Filzmoos, Roßbrand mit Sender, links Ennstal mit Radstadt und Altenmarkter Becken, Mitte Hochgründeck, fern Hohe Tauern mit dem Großglockner mittig

Der Ennspongau ist ein Zentrum des Tourismus von europäischem Rang, hier liegen die prominenten Sportorte Flachau, Flachauwinkl, Eben und Altenmarkt-Zauchensee; Hauptort des Ennspongaus ist die Stadt Radstadt.
Diese Gemeinden sind zusammen mit Sankt Johann im Pongau, Wagrain/Kleinarltal, Großarltal und Gasteinertal (im Salzachtal) sowie mit Filzmoos (Salzburg), der Region Hochkönig (Maria Alm, Dienten und Mühlbach am Hochkönig) und der Region Schladming–Dachstein (Steiermark) die Mitglieder der Ski amadé, einem der größten Schigebiete der Alpen. Der Tourismus des Ennspongaus und der westlichen Salzachtalorte wird unter der Dachmarke Salzburger Sportwelt zusammengefasst.

## Nachbarregionen
Regionalplanerische Nachbarregionen und Gebirgsgruppen:
| Unterer Salzachpongau (PR) | Lammertal (PR) (RV) Fritztal                | Dachstein (D.)              |
| Oberer Salzachpongau (PR)  | Kompassrose, die auf Nachbargemeinden zeigt | Steirisches Ennstal (Stmk.) |
| Hohe Tauern (TR)           | Radstädter Tauern Lungau (PR) (RV)          | Schladminger Tauern         |

(PR) Sbg. Planungsregion
(RV) Sbg. Regionalverband
(TR) Nationalpark, Sbg. Tourismusregion
(Stmk.) Tourismusregion Schladming–Dachstein
(D.) UNESCO-Welterbe-Region Hallstatt-Dachstein Salzkammergut, Oberösterr. Raumeinheit Kalk-Hochalpen

## Planungsregion Enns-Pongau
Im weiteren Sinne spricht man in der Salzburger Raumplanung von einer Planungsregion Enns-Pongau (Raumordnungsgesetz 1998/ROG, Landesentwicklungsprogramm 2003/LEP) und fasst damit alle Gemeinden zusammen, die sich wirtschaftlich am Zentralraum Radstadt/Altenmarkt orientieren, das sind:
Altenmarkt, Eben, Filzmoos, Flachau, Forstau, Hüttau, Kleinarl, Radstadt, St. Martin am Tennengebirge, Untertauern, Wagrain
Mit der Gründung des Regionalverbands Pongau – so im ROG/LEP gefordert
– wurde aber beschlossen, einen gemeinsamen Regionalverband für den ganzen Pongau zu erstellen, um den verflochtenen Interessen der Gemeinden gerecht zu werden. Die Region Enns-Pongau dient in diesem Rahmen als „regionaler Kooperationsraum“ bzw. „Teilregion“.